# Xin (Xinyang)
Xin (chinesisch 新县, Pinyin Xīn Xiàn) ist ein Kreis der bezirksfreien Stadt Xinyang in der chinesischen Provinz Henan. Er hat eine Fläche von 1.554 km² und zählt 289.200 Einwohner (Stand: Ende 2018). Sein Hauptort ist die Großgemeinde Xinji (新集镇).
Die ehemalige Stätte der revolutionären Stützpunktgebiete von Hubei-Henan-Anhui (E-Yu-Wan geming genjudi jiudi 鄂豫皖革命根据地旧址) und das ehemalige Hauptquartier der 25. Armee der Chinesischen Roten Armee der Arbeiter und Bauern aus dem Jahr 1933 stehen auf der Liste der Denkmäler der Volksrepublik China.

## Administrative Gliederung
Auf Gemeindeebene setzt sich Xin aus fünf Großgemeinden und zehn Gemeinden zusammen. Diese sind:
- Großgemeinde Xinji (新集镇), Hauptort, Sitz der Kreisregierung;
- Großgemeinde Balifan (八里畈镇);
- Großgemeinde Shawo (沙窝镇);
- Großgemeinde Suhe (苏河镇);
- Großgemeinde Wuchenhe (吴陈河镇);
- Gemeinde Chendian (陈店乡);
- Gemeinde Doushanhe (陡山河乡);
- Gemeinde Guojiahe (郭家河乡);
- Gemeinde Huwan (浒湾乡);
- Gemeinde Jianchanghe (箭厂河乡);
- Gemeinde Kafang (卡房乡);
- Gemeinde Qianjin (千斤乡);
- Gemeinde Sidian (泗店乡);
- Gemeinde Tianpu (田铺乡);
- Gemeinde Zhouhe (周河乡).